# Theridion dukouense
Theridion dukouense là một loài nhện trong họ Theridiidae.
Loài này thuộc chi Theridion. Theridion dukouense được Chuandian Zhu miêu tả năm 1998.